# Farida al-Saghir

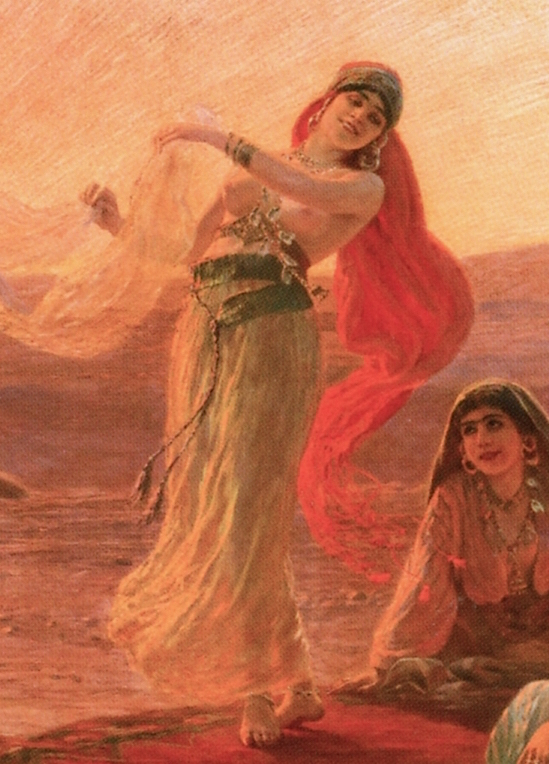
Tanzende Sängersklavin, Otto Pilny (1866–1936)

Farida al-Saghir, arabisch فريدة الصغير, DMG farīda al-saġīr ‚Farida, die Jüngere‘, geb. um 830, war eine Sängersklavin (Qaina) am Hofe der arabischen Abbasiden-Kalifen. Sie war Konkubine und Favoritin des Kalifen al-Wathiq sowie seines Nachfolgers al-Mutawakkil (reg. 847–861), der sie zur Ehefrau nahm. Das Paar hatte einen gemeinsamen Sohn.

## Leben
Als Kind wurde Farida als Sklavin von dem Musiker und Sänger Amr Ibn Bana gekauft, der sie aufzog und zu einer Sängersklavin (Qaina) ausbildete. Später überreichte dieser sie als Geschenk dem Abbasiden-Kalifen al-Wathiq (reg. 842–847). Am Hofe des Kalifen wurde sie zur Schülerin der Qaina Schāriya. Farida bevorzugte als Sängerin klassische Interpreten wie Ishaq al-Mausili, den sie tief bewunderte.
Farida war eine Konkubine und Favoritin im Harem des Kalifen al-Wathiq und übte am Hof starken Einfluss aus, der Kalif war von ihr völlig besessen. Nach al-Wathiqs Tod im Jahr 847 ging Farida in den Besitz seines Bruders und Nachfolgers, dem Kalifen al-Mutawakkil (reg. 847–861) über. Er heiratete sie und sie wurden Eltern eines gemeinsamen Sohnes.

## Wissenswertes
Ihr Beiname al-Saghir (die Jüngere) diente zur Abgrenzung von Farida al-Kabir, der Älteren, die ebenfalls eine berühmte Sängersklavin war.